# Petit Morin
Il Petit Morin è un fiume francese, subaffluente della Senna attraverso la Marna.

## Geografia
Le sorgenti del fiume si trovano nel comune di Val-des-Marais, nelle Paludi di Saint-Gond, dipartimento della Marna. Dirigendosi verso ovest, il Petit Morin bagna Montmirail poi, dopo un breve passaggio nel sud del dipartimento dell'Aisne, entra in quello di Senna e Marna. Scorre parallelo al Grand Morin, a nord del medesimo, generalmente verso ovest.
Esso confluisce nella Marna a La Ferté-sous-Jouarre dopo un percorso di 86.3 km.

## Idrologia
La portata media annua del Petit Morin, calcolata su 47 anni a Jouarre (dal 1962 al 2008), è di 3.4 metri cubi al secondo per una superficie del bacino di 605 km².
Il Petit Morin presenta delle fluttuazioni stagionali di portata relativamente moderate e tipiche dei fiumi della Brie (Grand Morin, Surmelin). Le fasi di piena avvengono in inverno e portano le portate medie mensili a livelli da 4,54 a 6,28 metri cubi al secondo, da dicembre ad aprile incluso (con un massimo in febbraio), e quelle di magra in estate, da luglio a ottobre, con una portata media mensile fino a 1.34 metri cubi al secondo nei mesi di agosto e di settembre.

## Comuni attraversati
Nella Marna
Val-des-Marais ~ Bannes ~ Vert-Toulon ~ Coizard-Joches ~ Broussy-le-Grand ~ Courjeonnet ~ Reuves ~ Villevenard ~ Oyes ~ Talus-Saint-Prix ~ Bannay ~ Corfélix ~ Le Thoult-Trosnay ~ Boissy-le-Repos ~ Bergères-sous-Montmirail ~ Montmirail ~ Mécringes
Nell'Aisne
Dhuys et Morin-en-Brie ~ Vendières
In Senna e Marna
Montdauphin ~ Verdelot ~ Villeneuve-sur-Bellot ~ Bellot ~ Sablonnières ~ La Trétoire ~ Boitron ~ Orly-sur-Morin ~ Saint-Ouen-sur-Morin ~ Saint-Cyr-sur-Morin ~ Jouarre ~ La Ferté-sous-Jouarre.